# Herb gminy Leszno
Herb gminy Leszno – symbol gminy Leszno, ustanowiony w 1995.

## Wygląd i symbolika
Herb przedstawia na tarczy w błękitnym polu kartusza, godło szlacheckiego herbu Lubicz - srebrna podkowa, barkiem do góry, wewnątrz której luzem srebrny krzyż kawalerski. Taki sam, lecz mniejszy srebrny krzyż, umieszczony na jej barku. Poniżej podkowy, dwa złote kłosy pszeniczne ustawione w pas, połączone pośrodku medalionem na którym widnieje litera L. Herb nawiązuje do rodowego herbu najdawniejszych właścicieli tej miejscowości, rodziny Leszczyńskich - herbu Bożawola. Ich herb był często spotykaną na Mazowszu odmianą herbu Lubicz. W dolnej części herbu gminy Leszno, widnieją poza godłem rycerskim, umieszczone dwa złociste kłosy pszeniczne, będące symbolem jej rolniczego charakteru. Kłosy łączy owalny medalion z wpisaną nań literą L - (będącą monogramem nazwy własnej Leszna).